# Манакін-стрибун карликовий
Манакін-стрибун карликовий (Tyranneutes stolzmanni) — вид горобцеподібних птахів родини манакінових (Pipridae).

## Поширення
Вид поширений на півдні Венесуели, сході Колумбії на південь (східніше від Анд) через Еквадор, Перу до півночі Болівії, а також на схід до північно-західної і північно-центральної Бразилії. Мешкає у середніх і нижніх ярусах внутрішньої частини вологого лісу до 600 м над рівнем моря.

## Опис
Дрібних птах, завдовжки 8 см. Оперення темно-оливково-зелене на спині та тім'ї та жовте на горлі, грудях і животі. Райдужка бліда.

## Спосіб життя
Раціон складається з дрібних фруктів і комах, яких вони збирають або ловлять під час польоту.